# حوضه پانونی
حوضهٔ پانونی یا حوضهٔ کارپات حوضه رسوبی پهناوری در جنوب شرقیِ اروپای مرکزی است و درون مرزهای جغرافیاییِ کوه‌های کارپات و آلپ‌ها محاصره شده‌است. رودخانه‌های دانوب و تیسا حوضه را تقریباً به نیم بخش می‌کنند که ما بین وین، استراوا، براتیسلاوا، نووی ساد، زاگرب، و ستو ماره محصور می‌شود.

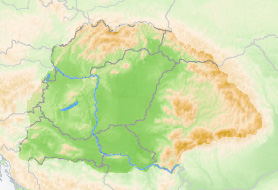
نقشهٔ توپوگرافی حوضهٔ پانونی

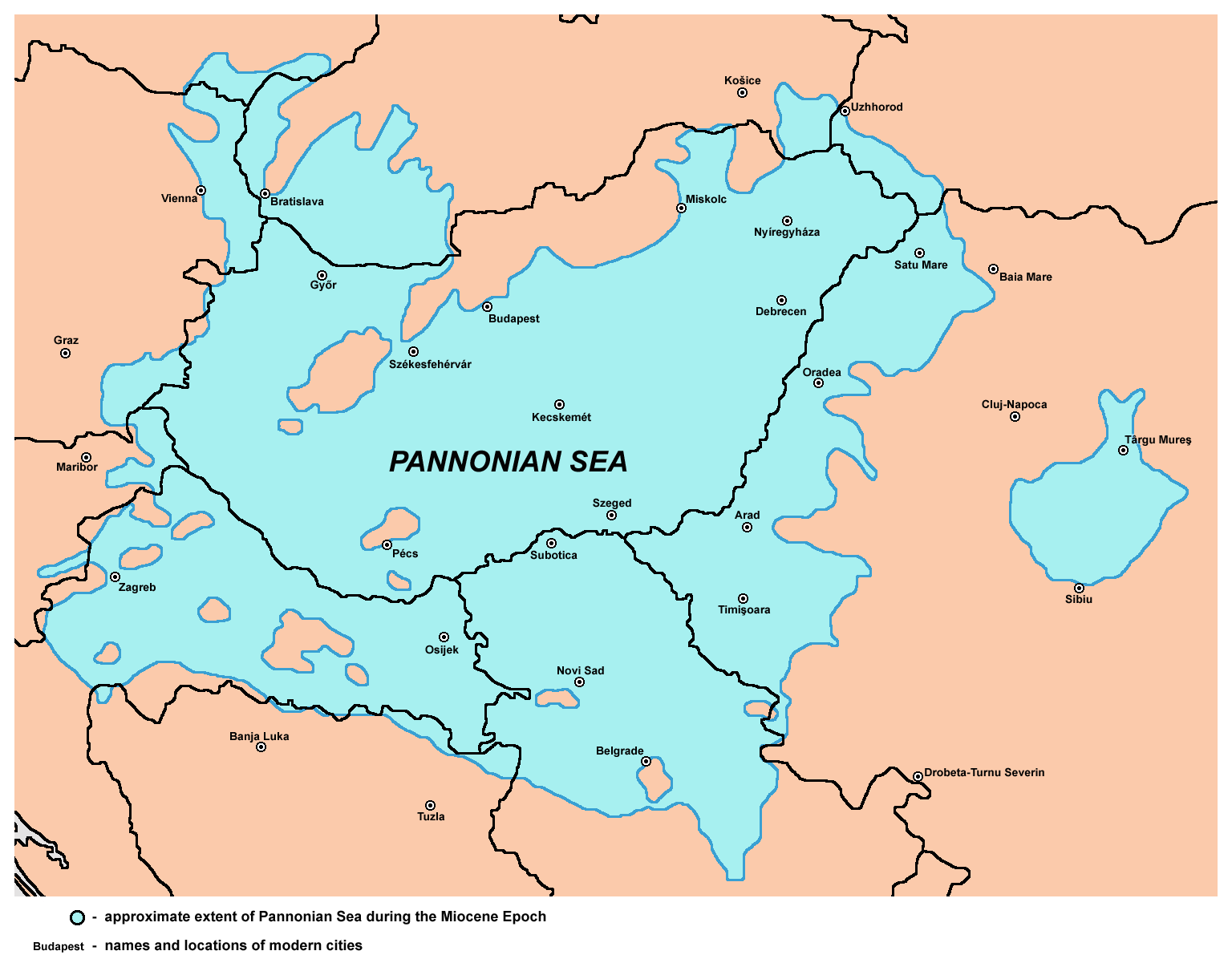
طول تقریبی دریای پانونی در دورهٔ میوسن

اصطلاح جلگهٔ پانونی به‌طور گسترده‌ای برای تقریباً همان منطقه مورد استفاده قرار می‌گیرد و با معنای اندکی متفاوت به جلگه ای اشاره دارد که پس از خشک‌شدن دریای پانونی در دورهٔ پلیوسن، به‌جا مانده‌است. این جلگه زیرسامانهٔ زمین‌ریخت‌شناسانه‌ای از کمربند آلپ-هیمالیا است. رودخانهٔ دانوب این جلگه را تقریباً به دو نیمه تقسیم می‌کند. بیشتر این جلگه از دشت بزرگ و دشت کوچک مجارستان تشکیل شده‌است.
اگرچه امروز حوضهٔ پانونی در قلمرو مجارستان قرار می‌گیرد، اما همچنین مناطق غربی اسلواکی (زمین‌های پستِ غربی)، جنوب شرقی لهستان، غرب اوکراین، غرب رومانی، شمال صربستان (ووی‌وودینا)، نوک شمال شرقی کرواسی (اسلاوونیا)، شمال شرقی اسلوونی، و شرق اتریش را نیز دربردارد.
پانونیا همچنین به یک استان باستانیِ امپراتوری رومی اشاره دارد که فقط قسمت غربی آن (به اصطلاح فرادانوب) در مجارستان مدرن (کمتر از ۲۹درصد کل کشور) قرار داشت؛ بنابراین جغرافی دانانِ مجار از واژهٔ حوضه پانونی یا جلگهٔ پانونی برای اشاره به کشور مجارستان استفاده نمی‌کنند.